# Лос-Анджелесский филармонический оркестр
Лос-А́нджелесский филармони́ческий орке́стр (англ. Los Angeles Philharmonic) — американский симфонический оркестр, основанный в 1919 г. Во главе со своим первым руководителем Уолтером Генри Ротуэллом оркестр дал первый концерт всего через 11 дней после первой репетиции. Расцвет оркестра связывают обычно с именем Зубина Меты, руководившего им в 1960—1970-е годы; с этого же периода Лос-Анджелесский филармонический начал регулярную звукозапись. На протяжении своей истории оркестр сменил несколько домашних сцен, пока не занял в 2003 году новопостроенный Концертный зал имени Уолта Диснея. Кроме того, летние концерты оркестр даёт на уникальной открытой площадке «Голливудская чаша».

## Главные дирижёры оркестра
- Уолтер Генри Ротуэлл (1919—1927)
- Георг Шнеевойгт (1927—1929)
- Артур Родзинский (1929—1933)
- Отто Клемперер (1933—1939)
- Альфред Уолленстайн (1943—1956)
- Эдуард ван Бейнум (1956—1959)
- Зубин Мета (1962—1978)
- Карло Мария Джулини (1978—1984)
- Андре Превин (1985—1989)
- Эса-Пекка Салонен (1992—2009)
- Густаво Дудамель (с 2009)